# Juliette ?
Pour plus de détails, voir Fiche technique et Distribution.
Juliette ? est un court métrage français réalisé par Philippe Pilard, sorti en 1972.

## Fiche technique
- Titre : Juliette ?
- Réalisation : Philippe Pilard
- Scénario : Philippe Pilard
- Photographie : Robert Alazraki et William Lubtchansky
- Son : Pierre Gamet
- Durée : 20 minutes
- Date de sortie : 1972 (Présentation au Festival de Cannes, sélection « Perspectives »)

## Distribution
- Henri Delmas
- Jean Montagné
- Marie-France Pisier

## Sélection
- 1972 : Festival de Cannes[1]